# Saint-Simeux

Saint-Simeux este o comună în departamentul Charente, Franța. În 1 ianuarie 2018 avea o populație de 577 de locuitori.